# Cernik (żupania zagrzebska)
Cernik – wieś w Chorwacji, w żupanii zagrzebskiej, w gminie Žumberak. W 2011 roku liczyła 11 mieszkańców.